# Sixtus Gerhardus Eckringa
Sixtus Gerhardus Eckringa (Bourtange, 18 augustus 1785 - Wedde, 29 juli 1876) was een Nederlands bestuurder. Hij was tussen 1811 en 1856 burgemeester van Wedde.

## Biografie
Eckringa werd geboren als de eerste zoon van een kolonel-ingenieur bij de genie, gestationeerd in Bourtange. Het gezin kwam in 1796 met attestatie over en registreerde zich in Wedde.
Na de komst van de Fransen in Nederland en de hervormingen die volgden, kwam Wedde onder de Stad en Ommeland te vallen; de drost werd vervangen door een maire en later schout. In 1811 werd Eckringa dan ook de eerste burgemeester en vrederechter van Wedde. Hij woonde gedurende zijn burgemeesterschap in Blijham. In 1852 was Eckringa getuige van de inslag van een meteoor, welke later in het natuurhistorisch museum van de Rijkshogeschool Groningen tentoongesteld werd.
Eckringa overleed als rentenier in 1876 op 80-jarige leeftijd; hij werd begraven op de algemene begraafplaats in Blijham. Hij werd in Wedde opgevolgd door zijn neef Eduard Koning uit Bellingwolde. Johannes Sixtus Gerhardus Koning en Arnold Hendrik Koning, beiden burgemeester van Vlagtwedde en wonende op de Wedderborg, waren respectievelijk een neef en achterneef van Eckringa.